# Think-pair-share

L'expression Think-pair-share (abrégée en TPS) désigne une stratégie d'enseignement collaboratif proposée pour la première fois par Frank Lyman de l'Université du Maryland en 1981. Cette stratégie consiste à faire en sorte que les élèves réfléchissent dans un premier temps seuls à des idées sur un sujet donné (think) ; dans un deuxième temps, à ce que les élèves discutent en binôme ou en groupe de leurs idées (pair) ; puis enfin, qu'ils restituent au groupe-classe leur réflexion (ou leur production) (share). Cette démarche peut être utilisée avant de lire ou d'enseigner une notion ou un concept, et fonctionne mieux avec des groupes d'élèves restreints. 

## Processus
Dans la stratégie think-pair-share, l'enseignant joue le rôle de facilitateur, et pose une question ou un problème aux élèves. Les élèves ont suffisamment de temps pour réfléchir et rassembler leurs pensées, après quoi l'enseignant leur demande de se mettre en groupe et de partager leurs pensées les uns avec les autres. 
L'objectif est d'améliorer l'apprentissage des élèves par la formation et l'articulation d'une idée à partir de différentes perspectives sur le même sujet. Cela permet également aux élèves de travailler leur capacité à communiquer et à s'accorder avec les autres. 
Si le temps le permet, les élèves en groupe peuvent partager leur pensée avec d'autres élèves, voire procéder à une restitution avec la classe de leur travail,. 

## Voir également
- Apprentissage coopératif
- Apprentissage collaboratif